# Vincenzo di Stefano da Verona
Vincenzo di Stefano da Verona (ou encore Vincenzo da Verona) (Vérone, ... -  ...) est un peintre italien de la première Renaissance qui fut actif au XVe siècle.

## Biographie
Vincenzo di Stefano da Verona est probablement le fils de Stefano da Verona, actif au cours de la première moitié de XVe siècle et le maître de Liberale da Verona. Une fresque à Vérone lui est attribuée.
Il prit part à la décoration du monument érigé en 1432 en l'église Sant' Anastasia à l'initiative de Cortesía Serego, en mémoire du  général Antonio Scaliger.

## Œuvres
- Fresques, Vérone,